# Колібрі-золотожар пурпуровий
Колі́брі-золотожа́р пурпуровий (Aglaeactis aliciae) — вид серпокрильцеподібних птахів родини колібрієвих (Trochilidae). Ендемік Перу.

## Опис

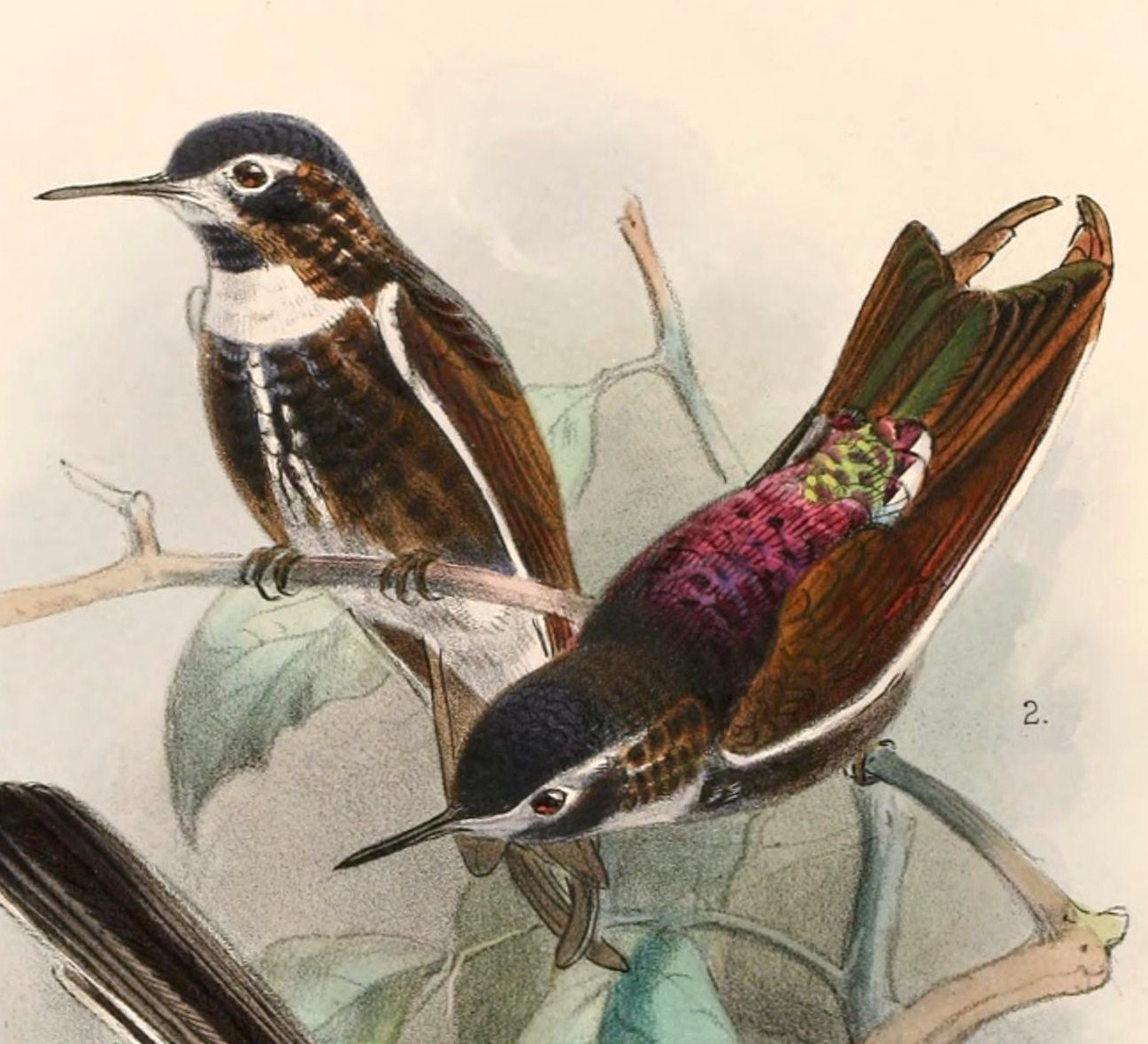
Пурпурові колібрі-золотожари

Довжина птаха становить 12-13 см, вага 7,3-8,3 г. У самців голова і верхня частина тіла бурі, нижня частина спини і надхвістя мають фіолетовий відблиск. Обличчя, підборіддя, горло, середина грудей і пляма в центрі грудей білі, решта нижньої частини тіла темно-коричнева, нижні покривні пера хвоста золотисто-зелені. Хвіст бронзовоний, стернові пера мають білі кінчики. Дзьоб короткий, прямий, чорний. У самиць блискуча фіолетова пляма на нижній частині спини і надхвісті слабо виражена або відсутня. Забарвлення молодих птахів є подібне до забарвлення самиць. На підборідді, горлі, центральній частині живота і обличчі у них є коричневі плями, горло у них може бути повністю темним.

## Поширення і екологія
Пурпурові колібрі-золотожари мешкають в долинах річок Мараньйон і Чунгсон на східних схилах Західного хребта Перуанських Анд на півночі країни, в регіоні Ла-Лібертад. Вони живуть у високогірних чагарникових, вільхових і евкаліптових заростях, на висоті від 2900 до 3500 м над рівнем моря. Живляться нектаром квітучих рослин з родини омелових, зокрема нектаром Tristerix longebrachteatum, а також нектаром інших рослин, таких як Oreocallis grandiflora. Крім того, вони ловлять дрібних комах. Гніздування цього виду було зафіксоване в лютому, березні і червні.

## Збереження
МСОП класифікує цей вид як вразливий. За оцінками дослідників, популяція пурпурових колібрі-золотожарів становить від 1500 до 4000 птахів. Їм загрожує знищення природного середовища.